# The Corporal's Kiddies
The Corporal's Kiddies è un cortometraggio muto del 1914 diretto da Warwick Buckland.

## Trama
Un colonnello aiuta un caporale storpio dopo che sua figlia è venuta a sapere che ha servito nel suo reggimento.

## Produzione
Il film fu prodotto dalla Hepworth.

## Distribuzione
Distribuito dalla Hepworth, il film - un cortometraggio di 206 metri - uscì nelle sale cinematografiche britanniche nel luglio 1914.
Si conoscono pochi dati del film che, prodotto dalla Hepworth, fu distrutto nel 1924 dallo stesso produttore, Cecil M. Hepworth. Fallito, in gravissime difficoltà finanziarie, il produttore pensò in questo modo di poter almeno recuperare il nitrato d'argento della pellicola.